# Lycée Faidherbe
Le lycée Faidherbe est un établissement français d’enseignement secondaire et supérieur, situé au 9, rue Armand-Carrel, à Lille, près de la station de métro Porte de Douai - Jardin des Plantes, ligne 2.

## Histoire
À l’origine de l'enseignement public lillois, existait l'école latine (Publicum urbis gymnasium) créée en 1535 par le magistrat de Lille, suivie par le collège municipal fondé en 1592, dans les actuels bâtiments de l’hôpital militaire. À la suite de l'établissement d'une résidence de Jésuites à Lille en 1589 à l'initiative de Jean Vendeville, professeur à l'Université de Douai et nommé évêque en 1588, le collège est sous la direction des Jésuites de 1594 à 1765. En 1745, il y a huit professeurs. Le collège municipal est déplacé de la maison des Jésuites à la maison des Bleuets (« Collegium civitatis, fondatum ann. 1592, confirmatum ann. 1767, huc translatum ac restaurantum MDCCLXXXI »). En 1789, le collège comprend un principal, un sous-principal et sept professeurs.
Pendant la Révolution française, la Convention nationale ordonne la suppression de tous les collèges et facultés de France le 15 septembre 1793. Les cours au « collège national de Lille » reprennent le 6 Vendémiaire an III (1794). 
La décision du Conseil des Cinq-Cents le 4 prairial an IV, après le rapport de Noël-Gabriel-Luce Villar,, et la loi du 8 prairial an IV instituent l'école centrale du département du Nord à Lille, ouverte en décembre 1796 dans les locaux de l'ancien couvent des Récollets de Lille, rue des Arts, où pour la première fois l'enseignement des sciences exactes et appliquées est systématisé. Parmi ses professeurs, notons Jean-Baptiste Lestiboudois et François Watteau. En 1802, l'enseignement de cette école est transformé en chaires municipales. Est notamment créée en 1817 une chaire municipale de physique tenue par Charles Delezenne, puis en 1823 une chaire de chimie tenue par Frédéric Kuhlmann assisté par Théophile-Jules Pelouze à partir de 1830, et une chaire de physique expérimentale tenue par Claude Auguste Lamy à partir de 1848.

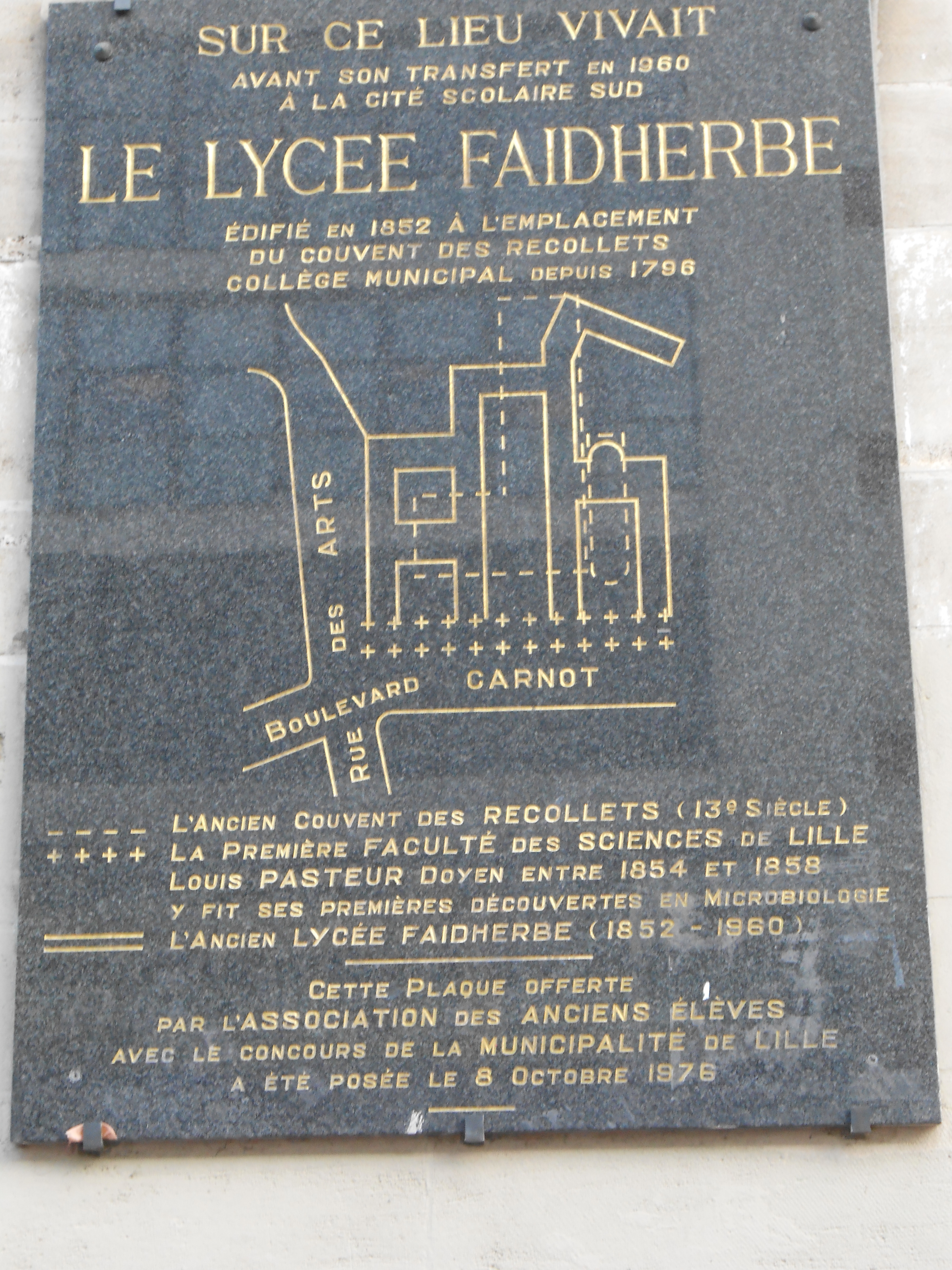
Plaque indiquant l'emplacement de l'ancien lycée Faidherbe, rue des Arts et boulevard Carnot.

Le collège de Lille, établissement municipal installé dans le bâtiment de l'école centrale, rue des Arts, est renommé « école secondaire ». Le décret du 20 août 1813 devait ériger le collège en lycée, mais la débâcle napoléonienne empêche son application. L'établissement est « collège royal » en 1845 puis « collège national » en 1848. « En 1844, le collège avait le personnel suivant : un principal, un aumônier, six professeurs pour les sciences, onze pour les lettres et quatre pour les points accessoires ; il comprend 52 internes et 180 externes. ». Il est établi en 1852 sous la dénomination « lycée impérial » dans les locaux rénovés de la rue des Arts et du boulevard Carnot, après un investissement municipal d'un million cinq cent mille francs. C'est dans un angle des locaux du lycée impérial que Louis Pasteur s'installe en 1854 pour établir la faculté des sciences de Lille, cohabitant avec l'école préparatoire de médecine et de pharmacie de Lille, et qu'à proximité pour les sciences appliquées est créée l'École des arts industriels et des mines (École centrale de Lille).
En 1893, le lycée prend le nom de Faidherbe, en l’honneur du général Louis Léon César Faidherbe, ancien élève du lycée mort quatre ans plus tôt.
En 1857 y est créée la première classe de Mathématiques spéciales pour la préparation à l’école polytechnique et à l’École normale supérieure. La première classe de Khâgne y est ouverte en 1925, et la prépa HEC en 1929. 
En 1964, le lycée est intégralement déplacé à la rue Armand-Carrel, faubourg de Douai à l'autre extrémité de la ville, dans des locaux finis quelques années auparavant. Les bâtiments de l'ancien lycée sont démolis. À son emplacement sont édifiés le collège Carnot et le parking Carnot.
En 1993, l'expulsion de dix-sept lycéennes portant le voile islamique déclenche l'affaire du voile. L'avocat Jean-Louis Brochen les défend au tribunal.
En 2009, l'épidémie de grippe A provoque la fermeture de l'ensemble des classes secondaires et préparatoires, ainsi que de l'internat, durant deux semaines.
En novembre 2014, sept élèves du lycée furent condamnés à plusieurs centaines heures de TIG pour bizutage et violence en réunion après la grave blessure d'une élève. L'événement provoqua le déplacement au lycée du procureur de Lille, Frédéric Fèvre, pour une réunion de sensibilisation.

## Infrastructures
Le lycée possède un CDI, une salle de conférences, un espace de restauration et un internat réservé aux étudiants des classes préparatoires et Abibac composé de 546 places (dont 200 chambres individuelles). 
Ce lycée possède également des infrastructures sportives : deux gymnases, une piste de course et une salle de musculation. Un foyer socio-éducatif est également mis à disposition (deux billards anglais et un billard français) ainsi que deux pianos. La FCPE et la PEEP du lycée, associations de parents d'élèves chargées notamment de la distribution des manuels scolaires, ont leurs locaux dans le bâtiment S.
Les lycéens, internes notamment, bénéficient aussi de vastes espaces verts (14 hectares en 2023).

## Enseignement

### Enseignement secondaire
Le lycée possède un total de 34 classes réparties de la seconde à la terminale :
- Seconde
  - 13 classes de seconde
- Première
  - 11 classes de première
- Terminale
  - 10 classes de terminale

### Enseignement supérieur
Le lycée propose 25 classes de CPGE, réparties comme suit :
- CPGE scientifiques :
  - première année :
    - 2 MPSI (mathématiques, physique et sciences de l'ingénieur)
    - 1 MP2I (mathématiques, physique, ingénierie et informatique)
    - 2 PCSI (physique, chimie et sciences de l'ingénieur)
    - 2 BCPST (biologie, chimie, physique et sciences de la Terre)

  - Deuxième année :
    - 1 MP* et 1 MP (mathématiques, physique)
    - 1 MPI*/MPI (mathématiques, physique et informatique)
    - 1 PSI* (physique et sciences de l'ingénieur)
    - 1 PC* et 1 PC (physique et chimie)
    - 2 BCPST (biologie, chimie, physique et sciences de la Terre)
- CPGE littéraires :
  - Première année :
    - 3 HK (hypokhâgnes)
    - 1 HK BL

  - Deuxième année :
    - 2 KH LYON
    - 1 KH ULM
    - 1 KH BL
- CPGE économique :
  - Première année :
    - 1 ECG-mathématiques approfondies options Histoire, géographie et géopolitique du monde contemporain et Économie, sociologie et histoire du monde contemporain

  - Deuxième année :
    - 1 ECS

Le lycée accueille à la fois des élèves du secondaire, et des élèves en classe préparatoire. Les cours se font néanmoins dans des bâtiments distincts.

### Classement du lycée
En 2015, le lycée se classe 73e sur 99 au niveau départemental quant à la qualité d'enseignement, et 1180e au niveau national. Le classement s'établit sur trois critères : le taux de réussite au bac, la proportion d'élèves de première qui obtient le baccalauréat en ayant fait les deux dernières années de leur scolarité dans l'établissement, et la valeur ajoutée (calculée à partir de l'origine sociale des élèves, de leur âge et de leurs résultats au diplôme national du brevet).

## Classes préparatoires aux grandes écoles
Le lycée abrite des CPGE littéraires (Khâgnes A/L, B/L, et LSH), économiques et commerciales (ECG et ECS), et scientifiques (MPSI, MP2I, PCSI, MP, PC, PSI, BCPST).
En 2015, L'Étudiant donnait le classement suivant pour les concours de 2022 :
| Filière | Élèves admis dans une grande école* | Taux d'admission* | Taux moyen sur 5 ans | Classement national | Évolution sur un an |
| --- | ----------------------------------- | ----------------- | -------------------- | ------------------- | ------------------- |
| ECS | 0 / 45 élèves                       | 0 %               | 1 %                  | 54eex-æquo sur 92   |                     |
| Khâgne A/L | 5 / 61 élèves                       | 8,2 %             | 5,3 %                | 9e sur 33           |                     |
| Khâgne B/L | 1 / 46 élèves                       | 5,7 %             | 6,2 %                | 14e sur 29          |                     |
| Khâgne LSH | 3 / 84 élèves                       | 3,6 %             | 4,3 %                | 27e sur 77          |                     |
| MP / MP* | 34 / 114 élèves                     | 30,7 %            | 29,1 %               | 50e sur 139         |                     |
| PC / PC* | 25 / 81 élèves                      | 30,9 %            | 20 %                 | 37esur 108          |                     |
| PSI / PSI* | 33 / 46 élèves                      | 71,7 %            | 63,3 %               | 12e sur 122         |                     |
| BCPST | 35 / 85 élèves                      | 41,2 %            | 35,1 %               | 28e sur 55          |                     |
| Source : Classement 2023 des prépas - L'Étudiant (Concours de 2022). * le taux d'admission dépend des grandes écoles retenues par l'étude. En filières ECE et ECS, ce sont HEC, ESSEC, et l'ESCP. Pour les khâgnes, ce sont l'ENSAE, l'ENC, les 3 ENS, et 5 écoles de commerce (HEC, ESSEC, ESCP, EM Lyon et EDHEC). En filières scientifiques, ce sont un panier de 11 à 17 écoles d'ingénieurs qui ont été retenus selon la filière (MP, PC, PSI, PT ou BCPST). |                                     |                   |                      |                     |                     |

## Liste des proviseurs
- Jusqu'en 2016 : François Beckrich
- 2016-2021 : Patrick Wattelin
- Depuis 2021 : Isabelle Torrès

## Personnalités liées au lycée
Différentes personnes célèbres ont suivi leurs études, ou ont enseigné au lycée Faidherbe :

### Professeurs
- Georges Colomb, professeur de sciences naturelles ;
- Michel Décaudin, professeur de lettres ;
- Isabelle Garo, philosophe ;
- Henri Padé, mathématicien.
- Frédéric Wallerant, histoire naturelle

### Élèves
- Francis Ampe, homme politique français
- Roger Apéry, mathématicien, chevalier de l'ordre national de la Légion d'honneur
- Bernard Arnault, homme d'affaires français
- René Bacherich, figure mondiale du bridge
- César Baggio, (1846-1893) adjoint au maire de Lille, délégué des Écoles, officier de l'Instruction publique. Il lègue 50 000 francs pour la création d'une école d'apprentissage qui deviendra le lycée technologique voisin du lycée Faidherbe
- René Bargeton (1917-2007), préfet et élève de l’École des chartes[24]
- Louis Blaringhem, biologiste universitaire, membre de l'Académie des sciences
- Émile Bollaert, ancien préfet et résistant
- Jules-Louis Breton, ingénieur-chimiste, ancien député et sénateur, ancien ministre de l'Hygiène
- Sylvie Brunel, géographe
- Aymeric Caron, journaliste
- Michel-Henri Carpentier, ingénieur et scientifique
- François Châtelet, philosophe français
- Marc-Philippe Daubresse, maire de Lambersart et ancien député du Nord
- Guy Debeyre, ancien recteur de l'Académie de Lille et professeur de droit
- Alain Decaux, historien et écrivain français
- Fernand Deligny, figure de référence en éducation spécialisée
- Alexandre Marie Desrousseaux, ancien maire de Lille et ancien député
- Jean Dieudonné, mathématicien et grand prix de l'Académie des sciences
- Alain Etchegoyen, professeur, écrivain et haut fonctionnaire français
- Louis Faidherbe, général français
- Fred Kassak, scénariste et romancier français
- Louis Loucheur, ancien ministre
- Lucien Loizeau, général français
- Bruno Marie-Rose, athlète
- Hector Mériaux, syndicaliste français
- Auguste Richebé, maire de Lille
- Julie Ruocco, écrivaine
- Roger Salengro, ancien maire de Lille et ministre de l'Intérieur
- Albert Samain, poète symboliste